# Christophe Deylaud

a Compétitions nationales et continentales officielles uniquement.

b Matchs officiels uniquement.
Dernière mise à jour le 14 juin 2022.
Christophe Deylaud, né le 2 octobre 1964 à Toulouse, est un joueur international français de rugby à XV jouant aux postes de demi d'ouverture, de trois-quarts centre ou de demi de mêlée, de 1,75 m pour 74 kg. Après sa carrière de joueur, il devient entraîneur de rugby à XV.

## Biographie
Né et issu du club de Portet-sur-Garonne en périphérie toulousaine, il part tout d'abord cinq ans à Blagnac, qu'il quitte seulement en 1990 pour rejoindre Toulon, avant de devenir en 1992 le Monsieur Plus du Stade toulousain.
En tant que demi d'ouverture et buteur, il participe aux quatre titres de champion de France successifs de ce club de 1994 à 1997. Lors de la finale du championnat 1995, il établit un nouveau record du nombre de points inscrits en finale de championnat avec 26 points, record ensuite battu par le Biarrot Dimitri Yachvili  et ses 29 points de lors de la finale de 2005.
Il avait la particularité de tirer ses pénalités en prenant son élan toujours dos tourné aux poteaux.

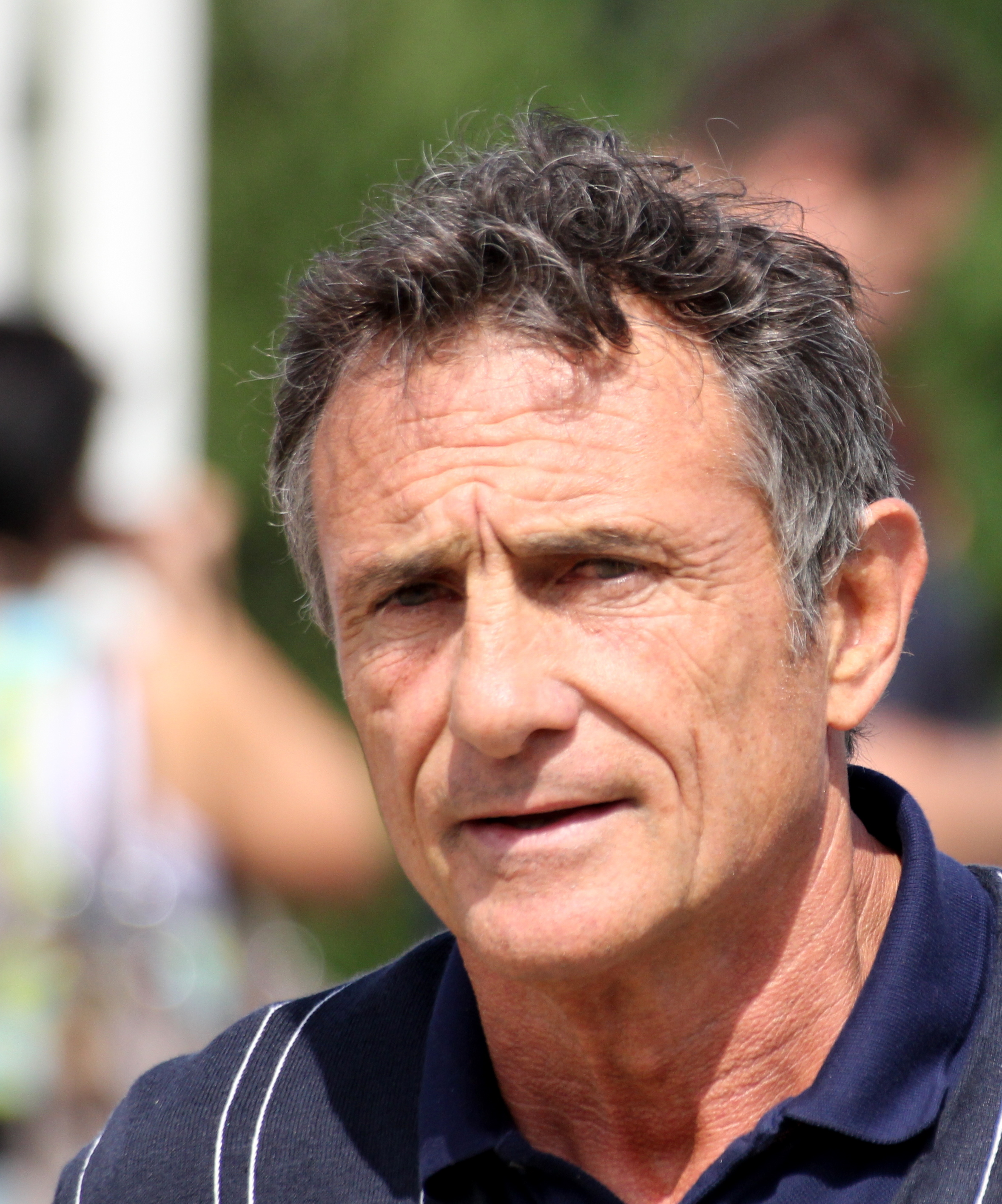
Guy Novès, ici en 2011, est l'entraîneur de Christophe Deylaud au Stade toulousain de 1993 à 1999.

Le 7 janvier 1996, il joue avec le Stade toulousain la première finale de l'histoire de la Coupe d'Europe à l'Arms Park de Cardiff face au Cardiff RFC, Les toulousains s'imposent 21 à 18 après prolongation et deviennent ainsi les premiers champions d'Europe.
En 2016, le site Rugbyrama le classe troisième parmi les 10 meilleurs joueurs de l'histoire du Stade toulousain.
En juin 1999, il participe à la tournée des Barbarians français en Argentine. Il est titulaire contre le Buenos Aires Rugby Club à San Isidro. Les Baa-Baas s'imposent 52 à 17. Puis, il est remplaçant contre les Barbarians Sud-Américains à La Plata. Il remplace en cours de jeu David Aucagne. Les Baa-Baas français s'imposent 45 à 28.
Il poursuit sa carrière au SU Agen de 1999 à 2000, puis devient entraîneur des lignes arrières de ce club jusqu'à la fin de la saison 2005-2006. Il quitte ensuite le club agenais, avant d'y revenir pour jouer le même rôle à partir de la saison 2008-2009.
Il entraîne ensuite Aviron bayonnais de 2012 à 2014 puis le Blagnac rugby de 2015 à 2021.
Il est nommé entraîneur du SU Agen, pensionnaire de Pro D2, à partir du 1er janvier 2022 auprès du nouveau manager du club, Bernard Goutta. Il quitte le club à l'issue de la saison.

## Statistiques

### Tournoi des Cinq Nations
| Édition           | Rang | Résultats France | Résultats Deylaud | Matchs Deylaud |
| ----------------- | ---- | ---------------- | ----------------- | -------------- |
| Cinq Nations 1995 | 3    | 2 v, 0 n, 2 d    | 1 v, 0 n, 2 d     | 3/4            |

Légende : v = victoire ; n = match nul ; d = défaite ; la ligne est en gras quand il y a Grand Chelem.

### Coupe du monde
| Édition             | Rang      | Résultats France | Résultats Deylaud | Matchs Deylaud |
| ------------------- | --------- | ---------------- | ----------------- | -------------- |
| Afrique du Sud 1995 | Troisième | 5 v, 0 n, 1 d    | 3 v, 0 n, 1 d     | 4/6            |

Légende : v = victoire ; n = match nul ; d = défaite.

## Carrière

### Joueur
- Portet-sur-Garonne
- 1985-1990 : Blagnac SCR
- 1990-1991 : RC Toulon
- 1991-1999 : Stade toulousain
- 1999-2000 : SU Agen

### Entraîneur

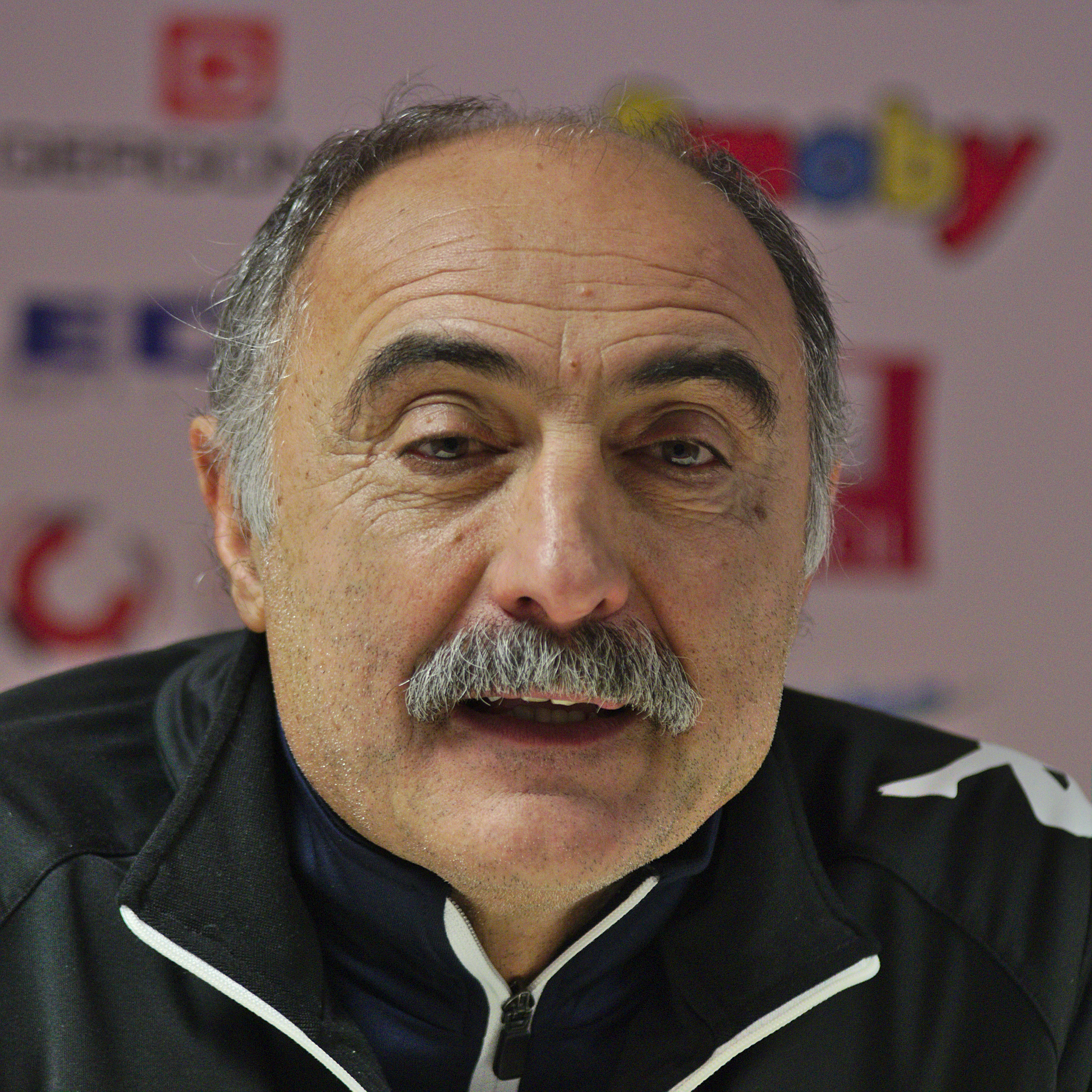
Il entraîne durant 12 saisons en duo avec Christian Lanta de 2000 à 2006 puis de 2008 à 2014.

- 2000-2006 puis 2008-2012 : SU Agen (entraîneur des arrières, adjoint de Christian Lanta)
- 2012-2014 : Aviron bayonnais (entraîneur des arrières, adjoint de Christian Lanta)
- 2015-2021 : Blagnac rugby (entraîneur des arrières aux côtés d'Alexandre Castola, en 2015-2016, puis de Eric Mercadier en 2016-2017, et manager sportif de 2017 à 2021)

#### Bilan par saison
| Saison      | Club             | Division     | Poste    | Classement                                    | Coupe d'Europe   | Challenge Européen         |
| ----------- | ---------------- | ------------ | -------- | --------------------------------------------- | ---------------- | -------------------------- |
| 2000 - 2001 | SU Agen          | 1re division | Arrières | Éliminé en quart-de-finale                    | -                | Éliminé en demi-finale     |
| 2001 - 2002 | SU Agen          | Top 16       | Arrières | Défaite en finale                             | -                | Éliminé en poule           |
| 2002 - 2003 | SU Agen          | Top 16       | Arrières | Défaite en demi-finale                        | -                | -                          |
| 2003 - 2004 | SU Agen          | Top 16       | Arrières | 2e des Play-down                              | Éliminé en poule | -                          |
| 2004 - 2005 | SU Agen          | Top 16       | Arrières | 8e                                            | -                | Éliminé en quart-de-finale |
| 2005 - 2006 | SU Agen          | Top 14       | Arrières | 5e                                            | Éliminé en poule | -                          |
| 2008 - 2009 | SU Agen          | Pro D2       | Arrières | Éliminé en demi-finale d'accession            | -                | -                          |
| 2009 - 2010 | SU Agen          | Pro D2       | Arrières | Champion de France PRO D2                     | -                | -                          |
| 2010 - 2011 | SU Agen          | Top 14       | Arrières | 10e                                           | -                | Éliminé en poule           |
| 2011 - 2012 | SU Agen          | Top 14       | Arrières | 10e                                           | -                | Éliminé en poule           |
| 2012 - 2013 | Aviron bayonnais | Top 14       | Arrières | 8e                                            | -                | Éliminé en poule           |
| 2013 - 2014 | Aviron bayonnais | Top 14       | Arrières | 10e                                           | -                | Éliminé en poule           |
| 2015 -2016  | Blagnac rugby    | Fédérale 1   | Arrières | 7e de la poule 3                              | -                | -                          |
| 2016 -2017  | Blagnac rugby    | Fédérale 1   | Arrières | 4e de la poule 3, éliminé en quart-de-finale  | -                | -                          |
| 2017 -2018  | Blagnac rugby    | Fédérale 1   | Manager  | 1er de la poule 3, éliminé en quart-de-finale | -                | -                          |
| 2019 -2020  | Blagnac rugby    | Fédérale 1   | Manager  | 2e de la poule 3, éliminé en demi-finale      | -                | -                          |
| 2020 -2021  | Blagnac rugby    | Nationale    | Manager  | 10e                                           | -                | -                          |

## Palmarès

### Joueur
- 16 sélections en équipe de France, de 1992 à 1995
- Participation à la Coupe du monde 1995.
- Coupe latine en 1995
- Tournée en Argentine en 1992, au Canada et en Nouvelle-Zélande en 1994
- 2 sélections avec les Barbarians français

### En club
Avec le Stade toulousain
- Championnat de France de première division :
  - Champion (5) : 1994, 1995, 1996, 1997 et 1999

- Coupe d'Europe :
  - Vainqueur (1) : 1996
- Challenge Yves du Manoir :
  - Vainqueur (2) : 1993 et 1998

### Entraîneur
Avec le SU Agen
- Championnat de France de première division :
  - Finaliste (1) : 2002
- Championnat de France de deuxième division :
  - Champion (1) : 2010